# 水野温氏
水野 温氏（みずの あつし、1959年（昭和34年）8月18日 - ）は、日本の経済学者、実業家、中央銀行家。クレディ・スイス証券取締役副会長。Ph.D.（ニューヨーク市立大学、1989年）。愛知県出身。

## 見解・主張
- 2012年4月16日のブルームバーグのインタビューにおいて同年2月14日の日本銀行の決定について「議事要旨を読むと、政策委員全員が何か熱くなってしまって、深い議論をせずに中長期的な物価安定のめどを取りまとめ、10兆円の長期国債購入増額を決めてしまったことが伝わってくる」「どういうパス（道筋）で政策効果が波及していくのかについても、あまり深い議論がされていない」との見解を示した[1]。
- 同2012年4月のインタビューにおいて「長期国債だけを買い続けることで、どういうパスでデフレ脱却に効果があるか、納得ある説明を聞いたことがない」「財政がこれだけ悪いのにイールドカーブが寝ているということは、デフレ期待がいかに強いかということだ」「日銀は少なくとも株価の下支えすることや、円高進行に歯止めを掛けなければならない」との見解を示した[1]。
- 2013年3月6日のブルームバーグのインタビューにおいて「黒田新体制は白川体制を否定することから始めると思うが、残された政策手段は、白川総裁が総裁になった５年前よりずっと少なく、今後やれることも、白川体制の延長線でしかないことに気づくだろう」[2]「どんな政策にもコストとベネフィットがある。それを理解してやらないと、出口を考えずに前に進んでいくというのは、市場参加者としては心配だ」[2]「黒田、岩田両氏に不安を覚えるのは、理論と実践のギャップが大きいことだ。日銀は資産買い入れ等基金の残高を今年末までに101兆円、来年末までに111兆円に拡大するが、これすら、当座預金残高が90兆－100兆円に達する中で金融機関が本当に当座預金に資金を積んでくれるのか、という問題がある」[2]との見解を示した。
- 同2013年3月のインタビューにおいて「リスク資産をたくさん購入すれば、日銀のバランスシートをき損する可能性もある。そうなると財政資金で穴埋めしなければならないが、財務省は消極的だ。安倍首相が唱える大胆な金融政策、異次元の金融緩和をやろうとすれば、結果的にそれは財政政策に近づいていくことを意味しており、その部分の議論が欠けている」「債券市場では日銀の存在感が大きくなり過ぎ、財政規律の弛緩に警告を発する市場機能が落ちている。バランスシート政策をギリギリまで追求していくと、最後は金融システムがおかしくなる」との見解を示した[2]。

## 略歴

### 学歴
- 1984年 早稲田大学政治経済学部経済学科卒業
- 1985年 ブラウン大学経済学修士
- 1989年 ニューヨーク市立大学経済学博士

### 職歴
- 1986年10月 全米経済研究所客員研究員
- 1989年8月 野村證券入社
- 1996年8月 野村證券金融市場部チーフストラテジスト
- 1997年 ドイチェ・モルガン・グレンフェル証券（現：ドイツ証券）入社
- 1997年 ドイチェ・モルガン・グレンフェル証券チーフ・ストラテジスト
- 2002年9月 日本郵政公社設立委員
- 2004年1月 ドイチェ・モルガン・グレンフェル証券債券本部副会長
- 2004年9月 クレディスイスファーストボストン証券（現：クレディ・スイス証券）入社
- 2004年9月 クレディスイスファーストボストン証券チーフ・ストラテジスト
- 2004年12月 - 2009年12月 日本銀行政策委員会審議委員
- 2010年1月 クレディ・スイス入社

## 受賞等
- 日経公社債情報「債券アナリスト部門」第1位（1996年から1999年）、第2位（2000年から2003年）。
- インスティテューショナル・インベスター誌「日本債券調査」部門第1位（1997年から1999年）、第2位（2000年）。